# クラリス (企業)
クラリス（旧ファイルメーカー 、英: Claris International Inc.）は、アメリカ合衆国カリフォルニア州サンタクララに本社を置く、コンピュータソフトウェアを開発・販売する企業。Apple (Apple Inc.) の100%出資子会社である。日本法人は、ファイルメーカー株式会社から2019年8月にクラリス・ジャパン株式会社へ社名を変更。翌年2020年9月にはクラリス・ジャパン株式会社は、Apple Japan, Inc.（東京都港区）に統合され、クラリス・ジャパン株式会社は法人登記を抹消。 Claris International Inc.は、Apple Inc. の100%出資子会社と米国本社に拠点を置く。

## 概要
元々Apple Computer（現Apple）の完全子会社であり、クラリス (Claris Corporation) という社名でクラリスワークスなどのMacintosh用ソフトウェアの開発・販売を行っていたほか、ファイルメーカーシリーズはバージョン2（1992年）よりWindows版も加えられている。
1998年に改組し、ファイルメーカーシリーズおよびホームページPro以外のソフトウエア事業をApple Computerに移した。データベースソフトのFileMakerシリーズのみの開発・販売を行なっていたが、2019年8月6日にStamplayを買収しClaris Connectと製品名を変更、社名をClarisへ戻したことを発表した。

## 歴史
- 1983年 - 会社設立
- 1992年12月14日 - 日本法人設立
- 1998年4月1日 - 改組
- 2001年2月1日 - ホームページProの販売終了
- 2007年11月3日 - Bentoを発表
- 2013年7月31日 - Bentoの開発停止を発表
- 2019年8月6日 - 社名をClaris（日本法人はクラリス・ジャパン）へ戻したことを発表、同時にStamplayを買収して製品名Claris Connectと変更[4]

製品の詳しい歴史はFileMaker、Bentoを参照

## 製品一覧
- FileMakerシリーズ
- Claris Connect

### 販売終了製品
- クラリスワークス
- クラリスインパクト
  - ビジネス向けグラフィック統合ソフト。
- クラリスドロー
- クラリスCAD
- クラリスメール
- ホームページPro
  - アマチュア・ビジネスユース向けのWebオーサリングツール。旧製品名は『クラリスホームページ』。1998年6月発売のVer.3において『ファイルメーカーPro』との連携によるWeb公開機能が強化された。その後、Web公開機能の多くは『ファイルメーカーPro』本体に吸収されていき、2001年2月をもって『ホームページPro』は販売終了となった。
- Bento

## 提供番組
過去
- JNN報道特集（TBS系）
- JNNイブニング・ニュース（TBS系）[5]
- 報道特集NEXT（TBS系）